# ۲۴۷ (پیش از میلاد)

## رویدادها
- روم بسیاری از بخش‌های سیسیل را از کارتاژ جداکرد.
- روم با هیروی دوم خودکامهٔ سیراکوز همپیمان‌شد.
- نیروی سلوکیان در ایران محدودشد.

## زادروزها
- هانیبال سپهسالار برجستهٔ کارتاژی.

## درگذشتگان
- کشته شدن ارشک ( اشک یکم) اشکانی بنیانگذار سلسله اشکانی در یکی از جنگها بر اثر اصابت نیزه.

## منبع
Wikipedia contributors, "247 BC," Wikipedia, The Free Encyclopedia, http://en.wikipedia.org/w/index.php?title=247_BC&oldid=213896317 (accessed June 17, 2008). 